# Vertigo Days
Vertigo Days è il nono album in studio del gruppo musicale tedesco The Notwist, pubblicato nel 2021.

## Tracce
1. Al Norte – 1:01
2. Into Love / Stars – 5:44
3. Exit Strategy to Myself – 3:09
4. Where You Find Me – 2:32
5. Ship (featuring Saya) – 4:04
6. Loose Ends – 5:32
7. Into the Ice Age (featuring Angel Bat Dawid) – 6:22
8. Oh Sweet Fire (featuring Ben Lamar Gay) – 3:50
9. Ghost – 1:24
10. Sans Soleil – 3:16
11. Night’s Too Dark – 2:55
12. Stars – 1:11
13. Al Sur (featuring Juana Molina) – 3:26
14. Into Love Again (featuring Zayaendo) – 5:09